# Лаломану

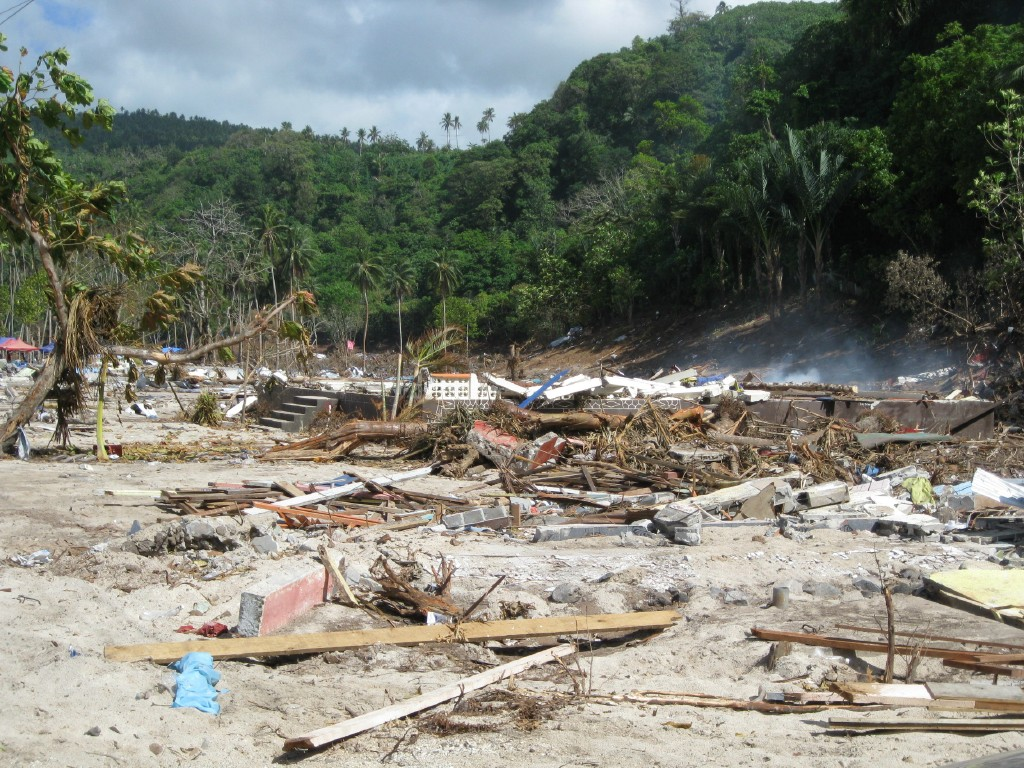
Лаломану спустя шесть дней после Землетрясение и цунами на Самоа (2009)

Лаломану (англ. Lalomanu) — деревня в округе Атуа (Самоа). Расположена в юго-восточной части острова Уполу. Население по переписи 2006 года — 791 человек. В центре деревни выстроена церковь, вдоль южной части деревни обустроены несколько пляжей. От Лаломану можно добраться до необитаемых островов-заповедников Нуутеле и Нуулуа (два крупнейших острова архипелага Алеипата).
29 сентября 2009 года Лаломану была почти полностью уничтожена цунами. С тех пор она медленно восстанавливается не без международной помощи и поддержки.